# Privateer Press
Privateer Press è una casa editrice statunitense produttrice di giochi di ruolo e wargame tridimensionali. Fondata nel 2000 da Brian Snoddy, Matt Staroscik e Matt Wilson la ditta è diretta da Wilson, Snoddy e Mike McVey.
La sede principale della Privateer Press è a Seattle, Washington, ma esiste anche una succursale europea in Regno Unito.
L'ambientazione creata dalla Privateer è conosciuta come Iron Kingdoms, un setting in stile steampunk dove sono stati sviluppati sia l'omonimo gioco di ruolo (basato sul sistema d20) che le due linee principali di miniature per wargame: Warmachine e Hordes.